# Ctenitis distans
Ctenitis distans är en träjonväxtart som först beskrevs av Brackenr., och fick sitt nu gällande namn av Ren-Chang Ching. Ctenitis distans ingår i släktet Ctenitis och familjen Dryopteridaceae. Inga underarter finns listade.